# Кудинов, Николай Васильевич
Николай Васильевич Кудинов (род. 26 мая 1923, Мурманск) — советский спортсмен, игрок в футбол и хоккей с шайбой, нападающий. Футбольный судья.

## Биография
В футбол играл за минские команды ОДОКА / ОДО (1946—1948, 1949—1950), «Спартак» Минск (1949), «Динамо» (1949 — два матча в чемпионате СССР). В хоккей с шайбой выступал за минские клубы «Торпедо» (1947/48), «Спартак» (1948/49 — 1952/53, три сезона в чемпионате СССР), «Буревестник» (1955/56 — 1956/57), 4-я зона класса «Б»).
Работал футбольным судьёй.